# Portkey Games
Portkey Games is een computerspellabel van Warner Bros. Games, opgericht in 2017 en geheel gewijd aan games rondom de wereld van Harry Potter.
Tot dan toe had Warner Bros zich alleen toegelegd op de verfilming van de boeken, maar nauwelijks met de ontwikkeling van games. Afgezien van enkele Lego-spellen met het Harry Potter-thema, werden de games gemaakt door EA. Met de oprichting van Portkey Games zou Warner Bros voortaan zelf een actieve rol gaan spelen in het ontwikkelen en uitbrengen van Harry Potter-games. Naast bekende personages en locaties was het ook de bedoeling om nieuwe karakters, locaties en verhaallijnen te introduceren.

## Gepubliceerde spellen
| Jaar | Titel                          | Ontwikkelaar(s)                  | Platform(en)                                                                      |
| ---- | ------------------------------ | -------------------------------- | --------------------------------------------------------------------------------- |
| 2018 | Harry Potter: Hogwarts Mystery | Jam City                         | Android, iOS                                                                      |
| 2019 | Harry Potter: Wizards Unite    | Niantic & WB Games San Francisco | Android, iOS                                                                      |
| 2020 | Harry Potter: Puzzles & Spells | Zynga                            | Android, iOS, Fire OS, Facebook                                                   |
| 2021 | Harry Potter: Magic Awakened   | Zen Studio                       | Android, iOS                                                                      |
| 2023 | Hogwarts Legacy                | Avalanche Software               | PlayStation 4, PlayStation 5, Windows, Xbox One, Xbox Series X/S, Nintendo Switch |